# Madonna di Casale
La Madonna di Casale (numero di inventario del 1890 9494) è un dipinto a tempera su tavola e fondo argento (180x78 cm) attribuito al Maestro di Greve, databile alla prima metà del XIII secolo, forse al 1210-1215 circa e conservato nella Galleria degli Uffizi a Firenze.

## Storia
L'opera deve il suo nome dall'oratorio di Santa Maria del Casale presso Greve in Chianti, dove si trovava prima di giungere agli Uffizi. È molto probabile però, come sostenne anche Boskovits, che la tavola fosse stata dipinta originariamente per una chiesa di maggiore importanza, forse la stessa abbazia di Montescalari, officiata dai vallombrosani e ristrutturata nel 1212.
Nel Settecento l'opera venne ridipinta da Ignazio Hugford e nel secolo successivo da Tito Conti, tanto che il volto ne risultava ormai completamente stravolto. Nel 1986 venne restaurata riscoprendo la superficie pittorica originaria sensazionalmente intatta, con l'eccezione di qualche lacuna nel volto del Bambino e nella scena ai piedi del trono.
Già esposta nell'aula di San Pier Scheraggio, oggi si trova nella Sala 1 "del Duecento" agli Uffizi, donata dalla sua ultima proprietaria, la contessa Ada Cafaro Leone.

## Descrizione e stile
La Madonna col Bambino è dipinta su un fondo scuro, originariamente coperto d'argento, con ampie parti a rilievo, come l'aureola sporgente di Maria e una serie di borchie che decorano il bordo.

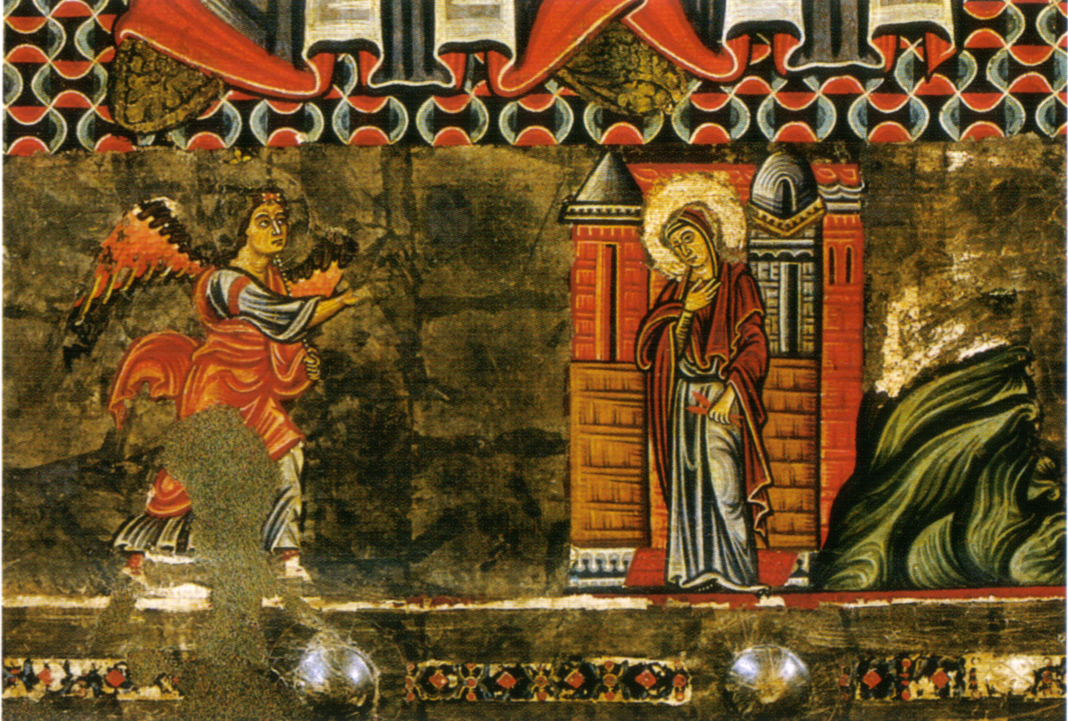
Annunciazione

La Vergine troneggia sporgendo con la testa e l'aureola oltre i confini della tavola rettangolare, come tipico nelle opere dell'epoca. Maria è raffigurata su un trono stilizzato assolutamente piatto, composto da un cuscino rosso, un sedile e un sostegno, decorati da fini motivi geometrizzanti, nei vivaci colori del rosso, del blu e dell'oro. Maggiore profondità è ottenuta invece nelle pieghe del manto della Madonna, che suggeriscono la presenza delle ginocchia. Rigida è la frontalità, derivata dai modelli bizantini, con il Bambino benedicente. La ricchezza del panneggio, che sebbene stilizzato evita una troppo rigida schematicità, denota lo spessore del pittore, che impostò la veste della Vergine a più strati. Sul manto compaiono ricamate tre stelle, simboli antichissimi della grazia divina discesa su Maria e ricordo della stella di Betlemme.
Il Bambino fa uscire il braccio dal mantello cangiante, con un gesto che è ripreso dalla Madonna di Rovezzano (Firenze, chiesa di Sant'Andrea a Rovezzano), ritenuta la più antica opera di scuola fiorentina pervenutaci. Da questo modello provengono anche le pieghette ritmiche e simmetriche che incorniciano il volto di Maria.
In basso si trova la scena dell'Annunciazione, con l'Angelo che si proietta verso Maria, umile e accettante sullo sfondo di una città stilizzata, mentre a destra bilancia la composizione una roccia scheggiata.
Il tutto è impostato a un certo profondo geometrico, con un'inclinazione per la decorazione "rigogliosa" e calligrafica. La linea di contorno segna una demarcazione rigida a monocorde delle figure, che sembra comprimere il panneggio.